# Nazionale maschile di pallanuoto del Kazakistan
La nazionale di pallanuoto maschile del Kazakistan è la rappresentativa pallanuotistica maschile del Kazakistan nelle competizioni internazionali. È controllata dalla Federacija Vodnjch Vidov Sporta, la federazione kazaka di sport acquatici, nata nel 1992 dopo la dissoluzione dell'URSS.
Forte della tradizione sovietica, il Kazakistan si è subito imposto a livello continentale, vincendo sei degli otto tornei dei Giochi asiatici a cui ha preso parte. A livello mondiale, il suo miglior piazzamento è stato un nono posto alle olimpiadi del 2000.

## Risultati

### Massime competizioni
Olimpiadi
- 2000 9º
- 2004 11º
- 2012 11º
- 2020 11º

Mondiali
- 1994 12º
- 1998 11º
- 2001 12º
- 2009 16º
- 2011 13º
- 2013 12º
- 2015 11º
- 2017 11º
- 2019 14º
- 2022 14º
- 2023 14º
- 2024 16º

Giochi asiatici
- 1994  Oro
- 1998  Oro
- 2002  Oro
- 2006  Bronzo
- 2010  Oro
- 2014  Oro
- 2018  Oro
- 2023  Bronzo

### Altre
World League
- 2012 5º
- 2012 6º
- 2018 8º
- 2019 7º
- 2021 6º

## Formazioni

### Olimpiadi
Giochi olimpici - Sydney 2000Elke · Shvedov · Sevostyanov · Orazalinov · Zhivchikov · Zagoruyko · Zaytsev · Chernov · Chentsov · Drozdov · Prokhin · Zhilyayev · Smolovoy, CT: Nikolay Loshkin
Giochi olimpici - Atene 2004Drozdov · Gaydukov · Gorovoy · Polukhin · Sevostyanov · Shidlovsky · Shvedov · Smolovoy · Elke · Zagoruyko · Zaytsev · Zhilyayev, CT: Askar Orazalinov

### Altre
- Giochi asiatici - Busan 2002 -  Oro:

Alexandr Shvedov, Sergey Drozdov, Alexandr Gaidukov, Sergey Gorovoy, Askar Orazalinov, Ivan Zaitsev, Aleksandr Shidlovskiy, Aleksandr Kuzov, Yevgeniy Zhilyayev, Artemiy Sevostyanov, Yuriy Smolovy, Damir Temyrkhanov, Aleksandr Polukhin.
- Mondiali - Roma 2009 - 16º posto:

Aleksandr Anissimov, Alexey Shmider, Alexandr Gaidukov, Sergey Gorovoy, Murat Shakenov, Vladislav Andreyev, Roman Pinipenko, Nikita Kokorin, Rustam Ukumanov, Mikhail Ruday, Ravil Manafov, Adil Temrkhanov e Alexey Demtchenko.
- Giochi asiatici - Canton 2010 -  Oro:

Alexandr Gaidukov, Murat Shakenov, Alexey Panfili, Roman Pilipenko, Alexandr Axenov, Rustam Ukumanov, Yevgeniy Zhilyayev, Mikhail Ruday, Ravil Manafov, Azamat Zhulumbetov e Nikolaj Maksimov.

## Rosa attuale
Convocati per i Mondiali di Kazan' 2015.
| N° | Nome              | Ruolo | Data di nascita   | Squadra           |
| -- | ----------------- | ----- | ----------------- | ----------------- |
|    | Sergej Gubarev    | D     | 30 ottobre 1978   | Astana            |
|    | Anton Koljadenko  | D     | 30 maggio 1993    | Astana            |
|    | Ravil' Manafov    | CV    | 22 giugno 1985    | Astana            |
|    | Evgenij Medvedev  |       | 9 agosto 1985     | Astana            |
|    | Branko Peković    | A     | 7 maggio 1979     | Astana            |
|    | Roman Pilipenko   | D     | 24 dicembre 1987  | Astana            |
|    | Murat Šakenov     | D     | 23 settembre 1990 | Astana            |
|    | Valerij Šlemov    | P     | 1995              | Astana            |
|    | Aleksej Šmider    | CB    | 19 marzo 1990     | Astana            |
|    | Rustam Ukumanov   | D     | 22 marzo 1986     | Astana            |
|    | Vladimir Ušakov   | D     | 16 marzo 1982     | Astana            |
|    | Aleksandr Aksënov | D     | 22 febbraio 1979  | Spartak Volgograd |
|    | Aleksandr Fëdorov | P     | 26 gennaio 1981   | Spartak Volgograd |